# إدي لامبرت
إدي لامبرت (بالإنجليزية: Edie Lambert)‏ هي صحفية أمريكية، ولدت في 26 نوفمبر 1968.